# Sit'
Il Sit' (in russo  Сить?) è un fiume del nord-ovest della Russia europea, tributario del Volga. Scorre nelle oblast' di Tver' e di Jaroslavl' e sfocia nel bacino di Rybinsk. Prima della creazione del bacino idrico, era un affluente destro del fiume Mologa. 
Il fiume scorre attraverso una zona pianeggiante, boscosa e scarsamente popolata. La sua larghezza nel corso superiore è di 5-10 metri, nel corso medio è di circa 30-40 metri, vicino alla foce la larghezza aumenta fino a quasi un chilometro e mezzo a causa del ristagno del bacino idrico. La sua lunghezza è di 159 km, il bacino idrografico di 1900 km². Alla foce si trova il villaggio di Brejtovo.